# 준선형 효용 함수
경제학과 소비자 이론에서 준선형 효용(영어: Quasilinear utility) 함수는 한 인수에 대해 선형이며, 일반적으로는 화폐단위에 대해 선형이다. 준선형 선호는 {\displaystyle u(x,y_{1},..,y_{n})=x+\theta _{1}(y_{1})+..+\theta _{n}(y_{n})} 와 같은 효용 함수로 표현될 수 있으며, 여기서 {\displaystyle \theta _{i}}는 엄격히 증가하고 오목함수이다.:164 준선형 효용 함수의 유용한 특성은 {\displaystyle y_{1},\ldots ,y_{n}}에 대한 마샬/왈라스 수요가 부에 의존하지 않으므로 부의 효과의 영향을 받지 않는다는 점이다.:165–166 부의 효과가 없으면 분석이 단순해지고:222 준선형 효용 함수가 모델링에 흔히 사용된다. 또한 효용이 준선형일 때, 보상변화(CV), 등가변화(EV), 소비자 잉여는 대수적으로 동일하다.:163 메커니즘 디자인에서 준선형 효용은 에이전트들이 측면 지불을 통해 서로를 보상할 수 있도록 보장한다.

## 선호에 따른 정의
선호 관계 {\displaystyle \succsim }는 상품 1(이 경우 화폐단위 상품이라고 함)에 대해 준선형이다. 다음의 경우:
- 모든 무차별 집합은 상품 1의 축을 따라 서로 평행 이동한다. 즉, 묶음 "x"가 묶음 "y"에 대해 무차별하다면 (x~y), {\displaystyle \left(x+\alpha e_{1}\right)\sim \left(y+\alpha e_{1}\right),\forall \alpha \in \mathbb {R} ,e_{1}=\left(1,0,...,0\right)}이다.[2]
- 상품 1은 바람직하다. 즉, {\displaystyle \left(x+\alpha e_{1}\right)\succ \left(x\right),\forall \alpha >0}이다.

다시 말해, 선호 관계는 상품이 하나 존재하고, 이 상품(화폐단위라 불림)의 소비가 증가함에 따라 무차별 곡선을 바깥쪽으로 이동시키지만 그 기울기는 변경하지 않을 때 준선형이다.
2차원 경우에, 무차별 곡선은 평행하다. 이는 단일 무차별 곡선으로부터 전체 효용 함수를 결정할 수 있다는 점에서 유용하다.

## 효용 함수에 따른 정의
효용함수가 상품 x에 대해 준선형인 경우 다음 형식으로 나타낼 수 있다.
{\displaystyle u(x,y_{1},..,y_{n})=x+\theta _{1}(y_{1})+..+\theta _{n}(y_{n})}
여기서 {\displaystyle \theta _{i}}는 임의의 함수이다. 두 상품의 경우 이 함수는 예를 들어 {\displaystyle u\left(x,y\right)=x+{\sqrt {y}}.}가 될 수 있다.
준선형 형태는 소비재 중 하나를 제외한 모든 소비재에 대한 수요 함수가 상품과 화폐단위 상품(x) 사이의 관계에만 의존하고 소득에는 의존하지 않는다는 점에서 특별하다.
예시:
{\displaystyle u(x,y_{1},..,y_{n})=x+\theta _{1}(y_{1})+..+\theta _{n}(y_{n})} 여기서 {\displaystyle \theta _{i}(y_{i})}는 엄격히 증가하고
오목 함수이다 (즉, {\displaystyle {\frac {d\theta _{i}(y_{i})}{d\ (y_{i})}}>0,{\partial ^{2} \over \partial y_{i}^{2}}\theta _{i}(y_{i})<0}).
이때, 예산 제약 조건에 따라 효용을 극대화하면
{\displaystyle p_{x}x+\sum _{i=1}^{n}p_{i}y_{i}\leq I}
내부 해에 대한 일차 조건을 산출한다.
{\displaystyle {\frac {d\theta _{i}(y_{i})}{d\ y_{i}}}={\frac {p_{i}}{p_{x}}}}.
따라서 상품 i에 대한 수요 함수는
{\displaystyle y_{i}(p_{i},I)={\frac {(\theta _{i}^{\prime })^{-1}p_{x}}{p_{i}}}}
이며 이는 소득 I와 무관하다. 또한, 상품 i는 상품 x의 대체재이다. 즉, 상품 i에 대한 수요는 상품 x의 가격 상승에 반응하여 증가한다.
이 경우의 간접 효용 함수는 다음과 같다.
{\displaystyle v(p_{x},p_{1},..p_{n},I)=({\frac {I-np_{x}}{p_{x}}})+\sum _{i=1}^{n}\theta _{i}({\tfrac {p_{x}}{p_{i}}})}.
x의 가격을 1로 정규화하면(즉, 다른 상품의 가격은 x에 대한 상대 가격), 간접 효용 함수는 다음과 같이 쓸 수 있다.
{\displaystyle v(p_{x},p_{1},..p_{n},I)=(I-n)+\sum _{i=1}^{n}\theta _{i}({\tfrac {1}{p_{i}}})}.
이는 고먼 극형식의 특별한 경우이다.:154, 169

## 정의의 동등성
볼록 선호를 가지고 첫 번째 인수에 대해 국소 비포화된 연속적인 선호를 가진 무차별 곡선 소비 집합의 경우 기수 효용 정의와 서수 효용 정의는 동등하다.

## 같이 보기
- 준볼록 함수
- 선형 효용 함수 - 준선형 효용 함수의 특별한 유형.